# Burlington (Washington)
Burlington is een plaats (city) in de Amerikaanse staat Washington en valt bestuurlijk gezien onder Skagit County.

## Demografie
Bij de volkstelling in 2000 werd het aantal inwoners vastgesteld op 6757.
In 2006 is het aantal inwoners door het United States Census Bureau geschat op 8642, een stijging van 1885 (27,9%).

## Geografie
Volgens het United States Census Bureau beslaat de plaats een oppervlakte van
11,3 km², waarvan 10,9 km² land en 0,4 km² water.

## Plaatsen in de nabije omgeving
De onderstaande figuur toont nabijgelegen plaatsen in een straal van 12 km rond Burlington.